# ターサク・ゴーキャットジム
ターサク・ゴーキャットジム（Terdsak Kokietgym、1981年6月17日 ‐ ）は、タイ王国チュムポーン県出身のムエタイ選手、プロボクサー。チュムポーン県出身。元WBOアジア太平洋フェザー級王者。元WBOオリエンタルスーパーフェザー級王者。元WBC世界スーパーフェザー級シルバー王者。元ABCOスーパーフェザー級王者。元PABAスーパーフェザー級王者。

## 来歴
幼い頃から国技ムエタイの練習に明け暮れていた。
22歳の誕生日から1ヶ月半後の2003年8月1日、ロムアルド・マヒナイに3-0の判定勝ちでデビュー戦を飾った。
2004年1月14日、アスカル・アルナザロフに3回TKO勝ちし、空位のWBOアジア太平洋フェザー級王座を獲得した。同王座は11度防衛した。
2005年8月26日、アメリカ合衆国ニューヨーク州ホワイト・プレインズのウエストチェスター・カウンティー・センターでホアン・グズマンとWBO世界フェザー級指名挑戦者決定戦で対戦し、12回0-3（110-117、2者が108-119）の判定負けを喫し挑戦権獲得に失敗した。
2005年9月、WBOアジア太平洋フェザー級王座を返上。
2005年10月4日、ターサク自身の王座返上に伴うWBOアジア太平洋フェザー級王座決定戦でハイメ・バルセロナと対戦し、9回57秒TKO勝ちを収め、WBOアジア太平洋王座を再獲得した。同王座は2度防衛した。
25日後の2005年10月29日、元世界挑戦者のカルロス・コントレラスと対戦し8回2-1の判定勝ち。なおこの試合はゴールデンボーイ・プロモーションズが仕掛けたタイvsメキシコのイベントで行われターサクだけが勝った結果になった(他のボクサーは全部敗戦)。
2006年8月5日、アメリカ合衆国ネバダ州ステートラインのモントブルーリゾートカジノ&スパで行われたWBO世界フェザー級暫定王座決定戦で同級1位ファン・マヌエル・マルケスと対戦し、キャリア初のダウンを含む2度のダウンを奪われ7回1分13秒TKO負けを喫し、王座獲得に失敗した。
2006年8月、WBOアジア太平洋フェザー級王座を返上。
2006年9月15日、ターサク自身の王座返上に伴うWBOアジア太平洋フェザー級王座決定戦でアビ・メティアマンと対戦し、1回0分50秒KO勝ちを収め、みたびWBOアジア太平洋王座を獲得した。
2007年4月30日、スラートターニー県でリード・シャブと対戦し、3回TKO勝ちを収め、WBOアジア太平洋王座の初防衛に成功した。
2007年10月、WBOアジア太平洋フェザー級王座を返上。
2008年3月15日、ネバダ州ラスベガスのマンダレイ・ベイ・イベント・センターでWBO世界フェザー級王者スティーブン・ルエバノと対戦し、12回0-3（109-118、2者が109-119）の判定負けを喫し、王座獲得に失敗した。
2008年7月27日、フィリピンサンボアンガのサンボアンガシティ・コリセウムでWBOオリエンタルフェザー級王者エリック・カノイと対戦し、ターサクの頭がぶつかった際に切れたカノイの右目の傷が深く、試合続行不可能と判断されたため、3回負傷判定で引分となり、王座獲得に失敗した。
2008年11月30日、フィリピンセブ州マンダウエのマンダウエシティースポーツ&カルチュラルコンプレックスで行われたWBOオリエンタルスーパーフェザー級王座決定戦でジョエル・デラ・クルスと対戦し、3-0の判定勝ちを収め王座を獲得した。
2009年11月13日、ABCOスーパーフェザー級暫定王座決定戦でジャック・アシスと対戦し、5回TKO勝ちを収め、王座を獲得した。
2010年2月12日、ノンタブリー県のインパクト・ムアントーンターニー・エキシビション・アンド・コンベンションセンターでスティービー・オンゲン・フェルディナンデスと6回戦を行い4回KO勝ちを収めた。
2010年4月11日、スラートターニー県のワット・スリスワンでフリオ・デ・ラ・バセスと対戦し、3回2分18秒KO勝ちを収め初防衛に成功した。
2010年8月、ABCOスーパーフェザー級正規王者のマグバウ・コンザンゴールの王座剥奪に伴い空位となっていた正規王座に認定され正規王者となった。
2010年10月、暫定王座を含め通算2度目の防衛戦を行うことなくABCOアジアスーパーフェザー級王座を返上。
2010年10月4日、ナコーンラーチャシーマー県のワット・バーン・ライでWBC世界スーパーフェザー級シルバー王座決定戦でカルロス・リカルド・ロドリゲスと対戦し、8回1分30秒TKO勝ちを収め、王座を獲得した。
2011年12月9日、プラチュワップキーリーカン県フワヒン郡で行われたABCOスーパーフェザー級暫定王座決定戦でジョン・ピントールと対戦し、3回2分48秒KO勝ちを収め王座再獲得に成功した。　
2012年4月6日、日本のリングに初登場。東京国際フォーラムでWBC世界スーパーフェザー級王者の粟生隆寛と対戦し、12回0-3（2者が112-116、110-118）の判定負けを喫し、王座獲得に失敗した。
2012年10月12日、バンコクのサトリウィッタヤ高校で行われたPABAスーパーフェザー級王座決定戦でリボ・レンクンと対戦し、12回3-0（118-111、119-110、118-110）の判定勝ちで王座を獲得した。
2013年6月、PABAスーパーフェザー級王座を返上した。
2013年7月12日、サコンナコーン県サワーンデーンディン郡でロディニー・ラフォルとPABAスーパーフェザー級暫定王座決定戦を行い、12回KO勝ちを収め王座を獲得した。
2014年1月10日、パトゥムターニー県ラムルークカー郡でマーク・サレスと対戦し、12回3-0（2者が120-108、118-108）の判定勝ちを収めた。
2014年4月11日、ラオスサワンナケート県のサワン・ベガス・ホテル&カジノでレネ・ベスタディオとWBOオリエンタルスーパーフェザー級王座決定戦を行い、3-0の判定勝ちを収め、自身4年ぶりのWBOオリエンタル王座返り咲きに成功した。しかし、WBO世界スーパーフェザー級王者ミゲル・アンヘル・ガルシアがトップランク社との確執でブランクを作っていることに伴うWBO世界スーパーフェザー級暫定王座決定戦への出場が決定した為、防衛戦を行うことなく王座を返上した。
2014年9月20日、メキシコバハ・カリフォルニア州ティフアナのアウディトリオ・ムニシパル・ファウスト・グティエレス・モレノで、WBO世界スーパーフェザー級1位のオルランド・サリドとWBO世界スーパーフェザー級暫定王座決定戦で対戦。初回からダウンの奪い合いになりターサクが1968年にチャチャイ・チオノイ以来タイのボクサーで最大鬼門といわれるメキシコで46年振りに勝利するかに見えた。なおターサクのダウンは8年ぶりだった。2回もダウンの奪い合いになったが、サリドにペースを握られ最後はアッパーの強襲を受けて失神。11回16秒KO負けを喫し王座獲得に失敗した。
2015年6月12日、パトゥムターニー県ラムルークカー郡でロルダン・アルディとWBOオリエンタルスーパーフェザー級暫定王座決定戦を行い、4回KO勝ちを収め王座獲得に成功した。
2016年3月11日、サワンナケート県のサワン・ベガス・ホテル&カジノでアリエフ・ブレイダーとABCOコンチネンタルスーパーフェザー級王座決定戦を行い、6回KO勝ちを収め王座獲得に成功した。

## 獲得タイトル
- WBOアジア太平洋フェザー級王座
- WBOオリエンタルスーパーフェザー級王座
- ABCOスーパーフェザー級王座
- WBC世界スーパーフェザー級シルバー王座
- ABCOスーパーフェザー級暫定王座
- PABAスーパーフェザー級王座
- PABAスーパーフェザー級暫定王座
- WBOオリエンタルスーパーフェザー級暫定王座
- ABCOコンチネンタルスーパーフェザー級王座

## 受賞歴
- WBCアジア表彰式 - 2010年度年間最優秀選手賞